# Sigvard Hultcrantz
Sigvard Gustav Emanuel Hultcrantz, né le 22 mai 1888 à Åmål (Suède) et mort le 4 mars 1955 à Stockholm (Suède), est un tireur sportif suédois.

## Palmarès
- Jeux olympiques d'été de 1920 à Anvers (Belgique):
  -  Médaille d'argent en pistolet libre à 50 m par équipes.
  -  Médaille d'argent en petite carabine à 50 m par équipes.